# Matthias Eldersch

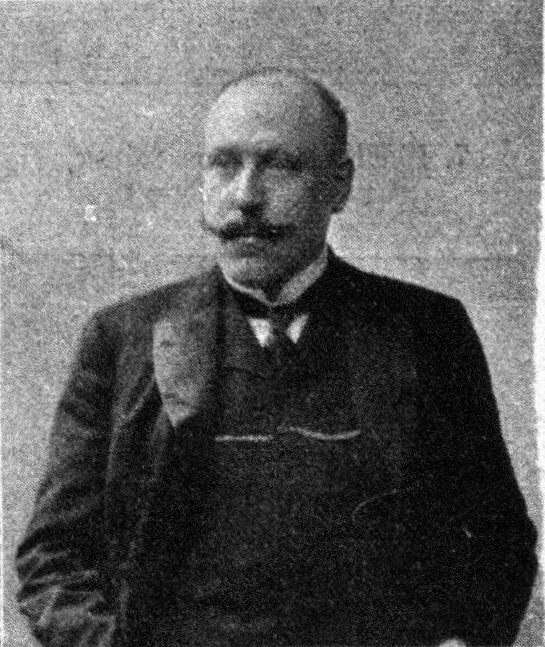
Matthias Eldersch

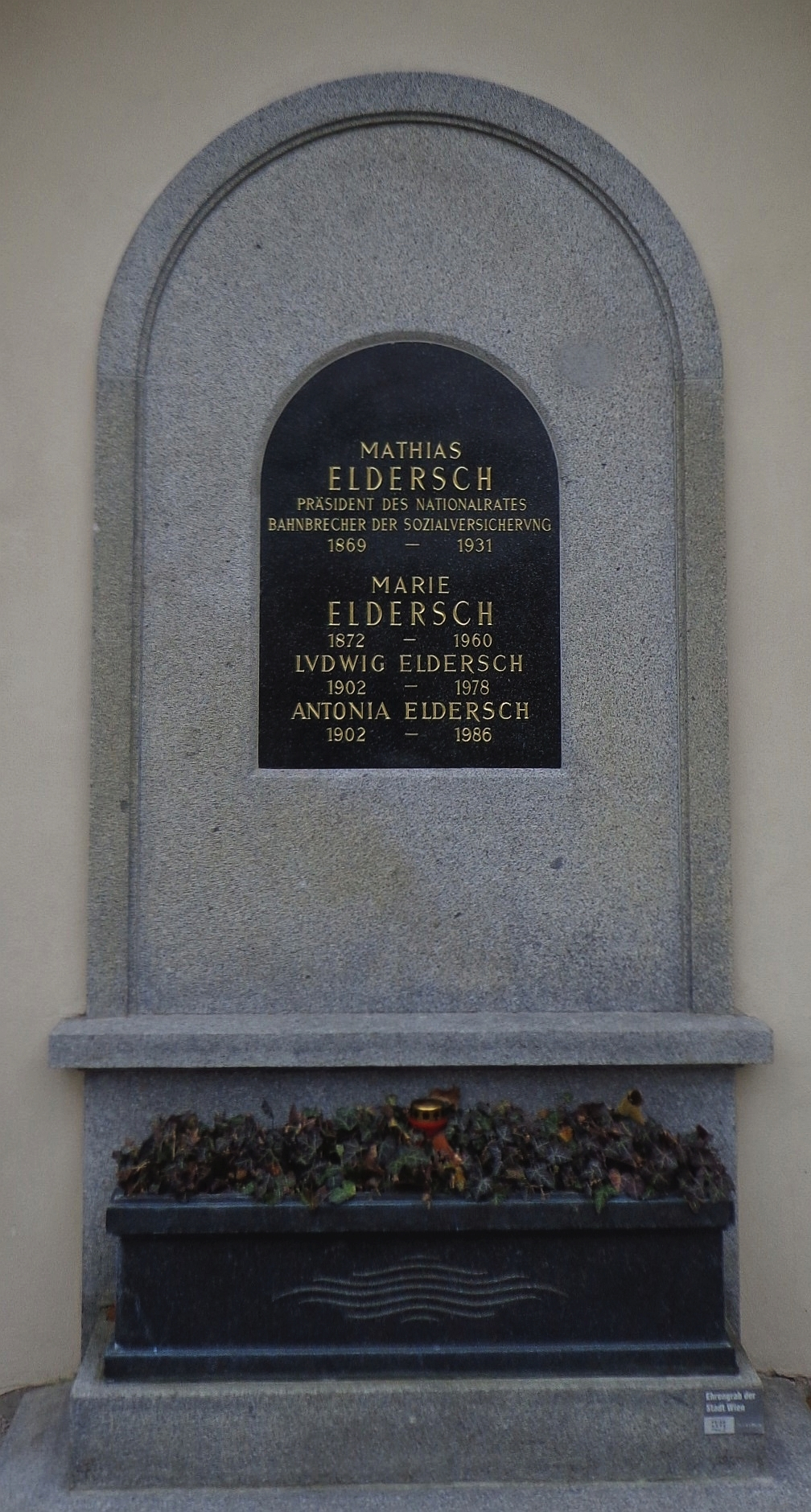
Feuerhalle Simmering – Urnengrab von Mathias Eldersch

Matthias Eldersch (* 24. Februar 1869 in Brünn in Mähren; † 20. April 1931 in Wien) war sozialdemokratischer österreichischer Politiker (SDAPÖ).

## Leben
Nach dem Besuch der Volksschule und der Bürgerschule erlernte Eldersch den Beruf des Webers. Ab 1896 war er Buchhalter und Kassensekretär der Brünner Bezirkskrankenkasse.
Von 1901 bis 1911 war er Abgeordneter zum Reichsrat. 1911 wurde er Reichskommissar für die Krankenkassen. Vom 4. März 1919 bis zum 1. Oktober 1920 wirkte er als Abgeordneter zur Konstituierenden Nationalversammlung. Vom 17. Oktober 1919 bis zum 7. Juli 1920 war er, von der Nationalversammlung gewählt, in der Staatsregierung Renner III Staatssekretär (= Minister) für Inneres und Unterricht. Seine politische Tätigkeit konzentrierte er auf den Ausbau der Sozialgesetze und der Krankenkassen. Weiters förderte er den Aufbau von Arbeiterbüchereien.
Vom 10. November 1920 an bis zu seinem Tod war Eldersch oppositioneller Abgeordneter zum Nationalrat, 1930 / 1931 auch Nationalratspräsident. Außerdem war er 1919 bis 1923 Mitglied des Wiener Gemeinderates. 1922 bis 1925 war er Präsident und Direktor der Hammerbrotwerke und Vorstandsmitglied der Arbeiterbank.
Nach Matthias Eldersch wurde 1933 und nach den Diktaturjahren 1947 neuerlich der Elderschplatz im 2. Wiener Gemeindebezirk benannt. Sein ehrenhalber gewidmetes Grab (Abteilung ML, Gruppe 19, Nummer 1 G) befindet sich im Urnenhain der Feuerhalle Simmering in Wien.

## Zeitschriftenbeiträge (Auswahl)
In: Der sozialistische Arzt
- Der Referentenentwurf der sozialen Reaktion. 7. Jg. (1931), Heft 5–6 (Mai–Juni), S. 151–154 Digitalisat